# Cumberland Basin
Cumberland Basin är en vik i Kanada.   Den ligger i provinsen Nova Scotia, i den östra delen av landet, 900 km öster om huvudstaden Ottawa.
I omgivningarna runt Cumberland Basin växer i huvudsak blandskog. Runt Cumberland Basin är det mycket glesbefolkat, med 2 invånare per kvadratkilometer.